# Fawzia av Egypten
Fawzia Fuad av Egypten (persiska: شاهدخت فوزیه, arabiska: الأميرة فوزية), född 5 november 1921 i Alexandria i Egypten, död 2 juli 2013 i Alexandria i Egypten, var drottning av Iran 1941–1945 genom sitt äktenskap med shah Mohammad Reza Pahlavi. 

## Biografi
Fawzia var dotter till kung Fuad I av Egypten och Nazli Sabri och syster till kung Farouk I av Egypten. Hon utbildades i Schweiz, och kunde tala engelska och franska flytande förutom sitt modersmål arabiska.

### Drottning
Fawzia förlovades med Irans tronföljare Mohammad Reza Pahlavi 1938. Vigseln ägde rum 1939. Äktenskapet var arrangerat av politiska skäl. Genom det förenades en kunglig sunnidynasti med en kunglig shiadynasti, och den nya iranska dynastin uppnådde större legitimitet genom en allians med en äldre och etablerad dynasti. Paret hade vid giftermålet bara mött varandra en gång förut, och deras relation blev inte lycklig. Hon fick ett barn under sitt äktenskap, en dotter.
Fawzia blev Irans drottning då maken besteg tronen 1941. Hon var berömd för sin skönhet, blev känd i västerländsk press som "Asiens Venus" och jämförd med Hedy Lamarr and Vivien Leigh. Under andra världskriget var hon ordförande för Sällskapet för Beskydd av Gravida Kvinnor och Barn (APPWC).
Fawzia uppges ha trivts illa i Iran, som då ännu inte var lika utvecklat och modernt som Egypten, och ska ha lidit av hemlängtan och saknat den kosmopolitiska tillvaron i Kairo. Hon kom heller inte överens med sin svärmor och sina svägerskor. Äktenskapet var inte lyckligt, och skadades av makens otrohet och sexuella otillräcklighet. Hon ryktades även själv ha haft ett förhållande med en hovfunktionär. Hennes hemlängtan, vantrivsel och olyckliga äktenskap uppges ha förorsakat henne en depression, och hon konsulterade en amerikansk läkare.

### Senare liv
Fawzia separerade på eget initiativ från maken 1945 och flyttade tillbaka till Egypten, där hon tog ut en egyptisk skilsmässa, som dock inte var officiell eller erkänd i Iran. Hennes iranska och officiella skilsmässa gick igenom år 1948, då paret formellt skildes. Den officiella orsaken uppgavs vara att Fawzias hälsa inte tålde klimatet i Iran. I skilsmässoavtalet avsade hon sig vårdnaden av sin dotter. Samma år tog hennes bror kung Farouk ut skilsmässa från sin maka, och Fawzia intog därmed den representativa rollen som första dam i Egypten.
Fawzia gifte om sig med löjtnant Ismail Chirine 1949. Paret fick två barn. Fawzia stannade kvar i Egypten efter att hennes bror Farouk avsattes i revolutionen 1952.

## Barn
- Shahnaz Pahlavi, född 27 oktober 1940